# Ulvkälla
Ulvkälla – miejscowość (tätort) w Szwecji, w regionie administracyjnym (län) Jämtland, w gminie Härjedalen.
Według danych Szwedzkiego Urzędu Statystycznego liczba ludności wyniosła: 420 (31 grudnia 2015), 402 (31 grudnia 2018) i 398 (31 grudnia 2019).